# 180 (število)
180 (stó ósemdeset) je naravno število, za katerega velja 180 = 179 + 1 = 181 - 1.

## V matematiki
- sestavljeno število.
- vsota šestih zaporednih praštevil, kakor tudi osmih zaporednih praštevil: 180 = 19 + 23 + 29 + 31 + 37 + 41 = 11 + 13 + 17 + 19 + 23 + 29 + 31 + 37.
- Ulamovo število {\displaystyle 180=3+177\,\!}.
- vsota notranjih kotov v trikotniku je 180°.
- Harshadovo število.
- Zumkellerjevo število.

## Drugo

### Leta
- 180 pr. n. št.
- 180, 1180, 2180